# Mikhaïl Tchernoï
Mikhaïl Tchernoï (dit Micha Tchernoï) est un homme d'affaires russe puis israélien (il a abandonné sa première nationalité), soupçonné d'être à la tête d'un des plus puissants groupes criminels. Vivant aujourd'hui en Israël, Mikhaïl Tchernoï est interdit de quitter le territoire et visé par une enquête de la justice israélienne (ce qu'il a nié dans un courrier au journal Le Monde).

## Biographie
Mikhaïl Tchernoï est né en 1954 en RSS d'Ukraine et a grandi en Ouzbékistan. À la fin des années 1990, il s'installe en Israël.  

## Rusal
La société Rusal a été créée au printemps 2000 lorsque Vladimir Poutine devenait président. Rusal est devenue, en 2002, numéro deux mondial de la production d'aluminium. Ce géant serait né d'une « alliance » entre certains cercles du pouvoir russe proches de Boris Eltsine et des dirigeants d'organisations mafieuses. 
L'attention des services de renseignement occidentaux se concentre depuis plusieurs années sur Rusal et ses liens supposés avec le crime organisé. Cette accusation a été portée, dans un entretien au Monde du 28 novembre 2002, par Djalol Khaïdarov, un homme d'affaires qui travailla dix ans avec Mikhaïl Tchernoï.